# Kon Knueppel
Kon II Knueppel (Milwaukee, Wisconsin, 3 de agosto de 2005) es un baloncestista estadounidense que pertenece a la plantilla de los Charlotte Hornets de la NBA. Con 2,01 metros de estatura, juega en la posición de escolta. 

## Trayectoria deportiva

### Primeros años
Knueppel creció en Milwaukee, Wisconsin, y asistió a la escuela secundaria Wisconsin Lutheran High School. Promedió 10,8 puntos, 4,7 rebotes y 2,2 asistencias por partido durante su primer año con los Wisconsin Lutheran Vikings. Promedió 19,7 puntos, 9,2 rebotes y 3,8 asistencias por partido en su tercer año. En su último año, promedió 26,4 puntos, 8,8 rebotes y 5,1 asistencias por partido durante la temporada regular y fue nombrado Wisconsin Mr. Basketball. Ayudó a Wisconsin Lutheran a ganar el Campeonato Estatal de Baloncesto Masculino de la División 2 de 2024 contra Pewaukee y a terminar la temporada con un récord de 30-0. Participó en el prestigioso partido Jordan Brand Classic, en el que consiguió 8 puntos y 5 rebotes.

### Universidad
Jugó una temporada con los Blue Devils de la Universidad de Duke, en la que promedió 14,4 puntos, 4,0 rebotes, 2,7 asistencias y 1,0 robos de balón por partido. El 15 de marzo de 2025 fue nombrado MVP del torneo de la Atlantic Coast Conference al anotar 18 puntos y 8 rebotes en la victoria de Duke por 73-62 sobre Louisville en la final. Al término de la temporada fue incluido en el segundo mejor quinteto de la conferencia y en el mejor quinteto de novatos.
El 16 de abril de 2025 de declaró elegible para el Draft de la NBA, renunciando así al resto de su carrera universitaria.

#### Estadísticas
| Año     | Equipo | PJ | PT | MPP  | %TC  | %3P  | %TL  | RPP | APP | ROB | TPP | PPP  |
| ------- | ------ | -- | -- | ---- | ---- | ---- | ---- | --- | --- | --- | --- | ---- |
| 2024–25 | Duke   | 39 | 39 | 30.5 | .479 | .406 | .914 | 4.0 | 2.7 | 1.0 | .2  | 14.4 |

### Profesional
Fue elegido en la cuarta posición del Draft de la NBA de 2025 por los Charlotte Hornets.